# Grand Prix Velo Manavgat
Le Grand Prix Velo Manavgat (auparavant Grand Prix Side) est une course cycliste turque disputée au mois de mars autour de Manavgat dans la province d'Antalya. La course est organisée pour la première fois en 2018 et fait partie de l'UCI Europe Tour dans la catégorie 1.2. Il est organisé par l'agence de voyages Cartier Tour, qui organise également le Grand Prix Alanya.
Une épreuve féminine existe également depuis 2020, organisée le même jour que la course masculine.

## Palmarès masculin
| Année | Vainqueur       | Deuxième           | Troisième          |
| ----- | --------------- | ------------------ | ------------------ |
| 2018  | Stepan Astafyev | Samir Jabrayilov   | Branislau Samoilau |
| 2020  | Alan Banaszek   | Lucas Carstensen   | Yacine Hamza       |
| 2021  | Harrif Salleh   | Alan Banaszek      | Andriy Kulyk       |
| 2022  | Mamyr Stash     | Mykhailo Kononenko | Iogan Shtein       |

## Palmarès féminin
| Année | Vainqueur          | Deuxième            | Troisième           |
| ----- | ------------------ | ------------------- | ------------------- |
| 2020  | Hanna Tserakh      | Iuliia Galimullina  | Margarita Syrodoeva |
| 2021  | Tatsiana Sharakova | Anastasiya Kolesava | Hanna Tserakh       |
| 2022  | Alina Moiseeva     | Diana Klimova       | Sofia Karimova      |